# Атеросклероза
Атеросклерозата е хронично, прогресиращо заболяване, което засяга вътрешния слой на големите и средните артерии на организма. Във вътрешния слой на артериите се отлагат мастни вещества и холестерол и стените на съдовете стават по-дебели и по-твърди.
Проявена атеросклероза вече се среща при всички възрасти. Нейната честота и тежест се увеличават с напредване на възрастта. Установява се често и при лица под 40 години. Заболяването се среща по-често при мъжете и при тях започва около 10 години по-рано, отколкото при жените. С напредване на възрастта разликата намалява. За по-ранната поява и по-тежкото протичане на атеросклерозата допринасят наследствеността, захарната болест, високото кръвно налягане, преяждането и затлъстяването, застоялият живот, тютюнопушенето, прекомерната консумация на алкохол, кафе и силен чай, умствената преумора, нервно-психичните напрежения, неприятните изживявания, смущенията на някои жлези с вътрешна секреция. Значителна роля се отдава на консумацията на по-големи количества мазнини и то от животински произход, но не по-малко е значението и на свръх калоричното хранене (преяждането).

## Патогенеза
Механизмът на възникване на атеросклерозата не е съвсем изяснен. Смята се, че причина за нейната поява са увреждания на вътрешния слой на големите и средните артерии, където се отлагат мастни вещества. По-късно настъпва склерозиране (втвърдяване) на артериалната стена. Допуска се, че упоменатото увреждане на съдовата стена е резултат на действието на различни фактори – травми (наранявания), инфекции, токсични влияния, повишено кръвно налягане, алергия, смущения в дейността на жлезите с вътрешна секреция.
Отлагането на мастни вещества е резултат на настъпило разстройство на мастната обмяна в съдовата стена и тези мастни вещества се натрупват под формата на плаки (атероматозни плаки). С течение на времето плаката може да се пробие и нейното съдържание да се отмие от кръвния ток. На нейно място остава т.нар. атероматозна язва. Така изчезва гладкостта на вътрешния слой на артериите, характерна за непроменените съдове. Получават се грапавини, неравности, които малко или много нарушават преминаването на кръвта през тези места. Тук могат да се отложат и тромбоцит (кръвни плочици), които увеличават съсирването на кръвта и създават заедно с грапавините на съда условия за образуване на съсиреци (тромби), които могат да запушат в крайна сметка даден кръвоносен съд. Така се получават тромбозите на артериите на мозъка – мозъчен удар, тромбозите на артериите на сърцето – сърдечен инфаркт, тромбозите на артериите на крайниците – гангрена и т.н.

## Симптоми
В зависимост от степента на засягане на различните органи от атеросклероза се проявяват и нейните белези. Когато атеросклерозата засегне тежко кръвоносните съдове на сърцето, се появяват белезите на гръдна жаба и инфаркт на сърцето. При засягане на мозъчните артерии се развива мозъчна атеросклероза, която дава много и разнообразни признаци – смутена памет (особено за близки събития, докато спомените за далечното минало са добре съхранени). Болните стават по-мудни, движат се с малки крачки. Характерът им се променя. Оплакват се от главоболие, виене на свят, разстройство на съня. При тежките случаи може да се развие т. нар. мозъчна тромбоза с парализа на определена група мускули, смущения в говора и т.н.
Атеросклерозата на долните крайници нарушава тяхното оросяване с кръв и води до изтръпване, мускулна слабост и болки. Типични са болките при ходене, които принуждават болния да спре и почине. В по-тежки случаи може да се развие гангрена на крайника.

## Превенция и борба
Атеросклерозата е голям проблем, свързан със стареенето и в крайна сметка – със смъртта. Борбата с нея е извънредно важна, тъй като цели удължаването на живота на голяма част от хората.
За намаляване на заболяемостта от голямо значение е начинът на хранене – избягване на преяждането, поемането на много животински мазнини и въглехидрати. Калорийният режим трябва да бъде прецизиран, за да не създава условия за увеличаване на телесното тегло. Необходимо е системно лечение на повишеното кръвно налягане, на наличната захарна болест, на обменните и ендокринните заболявания. От голямо значение е борбата с тютюнопушенето.
Спортуването, физкултурата, системният туризъм са важни средства в профилактиката на атеросклерозата. Създаването на оптимална атмосфера, в която човек може да разгърне безконфликтно и напълно своите възможности, играе също важна роля.